# ケニー・カークランド
ケニー・カークランド（Kenny Kirkland、1955年9月28日 - 1998年11月11日）は、アメリカ合衆国のピアノ・キーボード奏者。ニックネームはDoc Tone。スティング、ブランフォード・マルサリス、ウィントン・マルサリスらとの共演にて知られている。

## 略歴
ニューヨーク州ブルックリンのニューポート行政区にて生まれる。初めてピアノの鍵盤に触れたのは6歳の時だった。カトリック系の学校を経てマンハッタン音楽学校に進み、そこでクラシックの演奏技術や理論および編曲を学んだ。その後、教鞭を執った時期もあったがプロに転向。1977年にはポーランド人ヴァイオリニストであるマイケル・ウルバニアクのグループへの参加などを皮切りに活動を開始した。その後は、ミロスラフ・ヴィトウスとのギグにも参加し、これはECMレコードから『ファースト・ミーティング』や『ミロスラフ・ヴィトウス・グループ』といったアルバムとして発売された。
その後も著名なアーティストとの共演を多くこなした。ドン・アライアス、カーラ・ブレイ、テレンス・ブランチャード、マイケル・ブレッカー、スタンリー・クラーク、ウルスラ・ドゥジアク(en)、ケヴィン・ユーバンクス(en)、チャールズ・ファンブロー、チコ・フリーマン、ケニー・ギャレット、ディジー・ガレスピー、エルヴィン・ジョーンズ、スタンリー・ジョーダン、アルトゥーロ・サンドヴァル、ジョン・スコフィールド、トム・スコット、アーニー・ワッツ(en)、ジェフ・テイン・ワッツ、マーク・ホイットフィールドらが、彼とレコーディングで共演したアーティストとして列挙される。ジャズ系以外にも、ベン・E・キング、アンジェラ・ボフィル(en)、ユッスー・ンドゥール、スティーヴン・スティルスやデヴィッド・クロスビーとの共演もこなしている。
1979年から1981年にかけては日野皓正のグループに加わり、日本のジャズ・ミュージシャンとの親交を深めた。のち、ウィントン・マルサリスとの共演やブランフォード・マルサリス・カルテットへの加入が縁となり、ソロ活動を始めたスティングのレコーディングやステージのレギュラーメンバーとなる。
突然の死は、薬物のオーバードースによるとの説もあったが、実際には鬱血性心不全であり、医師からも手術を勧められていたものの、手術嫌いだったためツアーを強行したことが祟ったという。サポートメンバーながら高い評価を得たケニーだったが、彼自身の名を冠したアルバムは『ケニー・カークランド・デビュー!』の1作品だけとなってしまった。
スティングは自身のライブ・アルバム『…オール・ディス・タイム』（2001年）収録曲である「ディエンダ (Dienda)」でケニーをトリビュートしている。

## ディスコグラフィ

### リーダー・アルバム
- 『ケニー・カークランド・デビュー!』 - Kenny Kirkland (1991年、GRP Records)

### 参加アルバム
ウィントン・マルサリス
- 『ウィントン・マルサリスの肖像』 - Wynton Marsalis (1981年、Columbia)
- 『シンク・オブ・ワン』 - Think of One (1983年、Columbia)
- 『スターダスト』 - Hot House Flowers (1984年、Columbia)
- 『ブラック・コーズ』 - Black Codes (From the Underground) (1985年、Columbia)

ブランフォード・マルサリス
- 『シーンズ・イン・ザ・シティ』 - Scenes In The City (1984年、Columbia)
- 『ロイヤル・ガーデン・ブルース』 - Royal Garden Blues (1986年、Columbia)
- 『ルネッサンス』 - Renaissance (1987年、Columbia)
- 『ランダム・アブストラクト』 - Random Abstract (1987年、Sony)
- 『クレイジー・ピープル・ミュージック』 - Crazy People Music (1990年、Sony)
- 『ブルース・ウォーク』 - I Heard You Twice the First Time (1992年、Sony)
- 『レクイエム〜ケニー・カークランドに捧ぐ』 - Requiem (1999年、Columbia) ※没後

### その他
- マイケル・ウルバニアク : Daybreak (1977年)
- ミロスラフ・ヴィトウス : 『ガーディアン・エンジェルス』 - Guardian Angels (1978年、TRIO)
- ミロスラフ・ヴィトウス : 『ファースト・ミーティング』 - First Meeting (1979年、ECM)
- ミロスラフ・ヴィトウス : 『ミロスラフ・ヴィトウス・グループ』 - Miroslav Vitous Group (1980年、ECM)
- 日野皓正 : 『ピラミッド』 - Pyramid (1982年、CBS/Sony)
- 日野皓正 : 『ニューヨーク・タイムズ』- New York Times (1983年、CBS/Sony)
- スティング : 『ブルー・タートルの夢』 - Dream of the Blue Turtles (1985年、A&M)
- スティング : 『ブリング・オン・ザ・ナイト』 - Bring on the Night (1986年、A&M)
- マイケル・ブレッカー : 『マイケル・ブレッカー』 - Michael Brecker (1987年、Impulse!)
- スティング : 『ナッシング・ライク・ザ・サン』 - Nothing Like the Sun (1987年、A&M)
- 増尾好秋 : 『サトル・ワン』 - A Subtle One (1991年、Jazz City)
- スティング : 『ソウル・ケージ』 - The Soul Cages (1991年、A&M)
- スティング : 『マーキュリー・フォーリング』 - Mercury Falling (1996年、A&M)